# Бурундийский конституционный референдум (2018)
Конституционный референдум в Бурунди прошёл 17 мая 2018 года. Предлагавшиеся поправки к Конституции были одобрены 79 % голосов избирателей.

## Конституционные поправки
Предложенные на референдуме поправки к Конституции Бурунди включали возвращение поста премьер-министра и уменьшение количества вице-президентов с двух до одного. Президентский срок продлевался с 5 до 7 лет, но при этом вводилось ограничение до двух последовательных сроков. Однако поправки позволяли президенту Пьеру Нкурунзиза, находившемуся у власти с 2005 года, вновь баллотироваться, несмотря на три предыдущих срока. Парламентское большинство, необходимое для принятия законов, снижалось.

## Предвыборная кампания
В декабре 2017 года президент Пьер Нкурунзиза угрожал людям за агитацию против предложенных поправок. Официальная кампания началась за две недели до голосования. Перед референдумом BBC и Голос Америки были запрещены на 6 месяцев. Одновременно Международное французское радио (RFI) получило «предупреждение» за своё освещение событий.
11 мая не менее 26 человек были убиты в провинции Чибитоке боевиками из ДР Конго.
Коалиция оппозиционных сил призвала к бойкоту, называя референдум «смертельным приговором» Арушскому соглашению, которое завершило Гражданскую войну в Бурунди. Президентский декрет угрожал трёхлетним тюремным заключением любому, кто агитировал избирателей не голосовать.
В докладах организации Human Rights Watch говорилось о том, что людей заставляли голосовать под угрозой физического насилия и ареста. Подозреваемые оппоненты подвергались убийствам, изнасилованиям, похищениям, избиениям и унижениям.